# رؤية بالعينين
 الرؤية المزدوجة  أو  الرؤية بالعينين  هي الرؤية التي تستخدم فيها كلتا العينين معًا. وجود عينان يمنح على الأقل أربعة مزايا أكثر من وجود عين واحدة. وهي:
1. تُمكّن من الرؤية في حالة فقد إحدى العينين.
2. تعطي مدى رؤية أوسع. على سبيل المثال، البشر لديهم أقصى مدى رؤية أفقية يقرب من 200 درجة باستخدام العينين، بينما يبلغ مداها160 درجة باستخدان العين الواحدة.[1]
3. تعزز القدرة على تمييز الأشياء البعيدة.[2]
4. تعطي تجسيمًا للأشياء، نظرًا للتزيح الناتج عن موقع العينين في رأسه، والذي يعطي دقة في تحديد الأبعاد.[3]

يرافق هذه الرؤية المزدوجة عادة توحيد أو اندماج للصور التي تلتقطها كل عين على حدة.

## وصلات خارجية
- Livingstone، MS؛ Conway، BR (سبتمبر 2004). "Was Rembrandt stereoblind?". The New England journal of medicine. ج. 351 ع. 12: 1264–5. DOI:10.1056/NEJM200409163511224. ISSN:0028-4793. PMC:2634283. PMID:15371590.
- Disparity sensitivity in man and owl: Psychophysical evidence for equivalent perception of shape-from-stereo بي دي إف
- Gaining Binocular Vision - No Longer Stereoblind - People Tell Their Stories
- VisionSimulations.com |Images and vision simulators of various diseases and conditions of the eye
- Vision2[وصلة مكسورة] - Open source Java program for binocular vision examination using shutter glasses.